# آلپتن
longitudeآلپتنlatitudeآلپتن
آلپتن (به انگلیسی: Alperton) (تلفظ: ‎/ˈælpətən/‎) یک ناحیه در لندن است که در منطقه برنت لندن واقع شده‌است.

## ایستگاه‌های مترو و راه‌آهن
- ایستگاه متروی آلپتن (خط پیکدیلی)
- ایستگاه متروی هنگر لین (خط مرکزی متروی لندن)
- ایستگاه پارک استون بریج (خط بیکرلو و خط واتفورد دی‌سی)
- ایستگاه ومبلی مرکزی (متروی لندن's Bakerloo line, متروی زمینی لندن's Watford DC Line, London Midland and Southern)
- ایستگاه متروی پارک ومبلی (خط متروپولیتن & خط جوبیلی)